# Myzithra

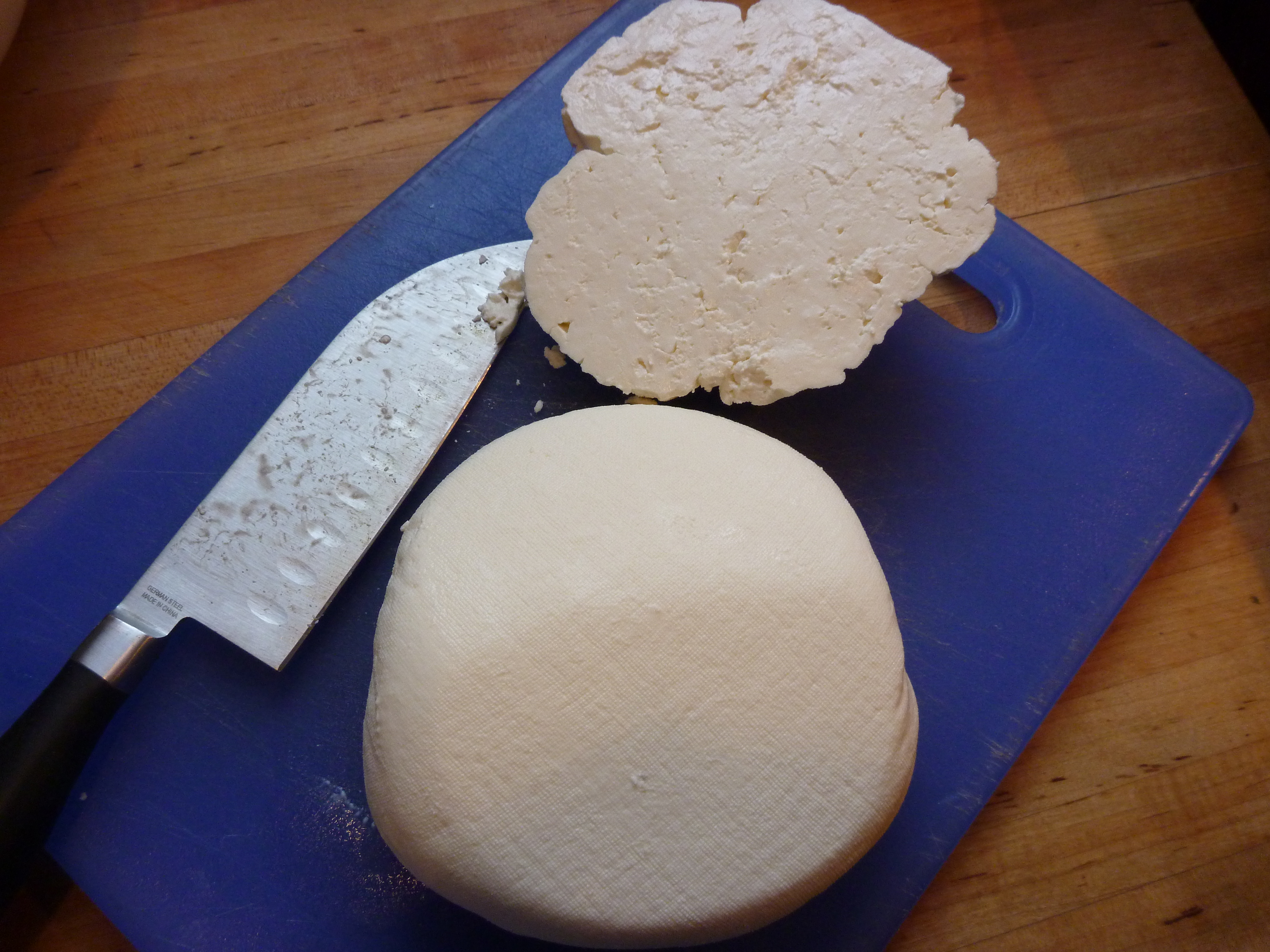
Mizithra

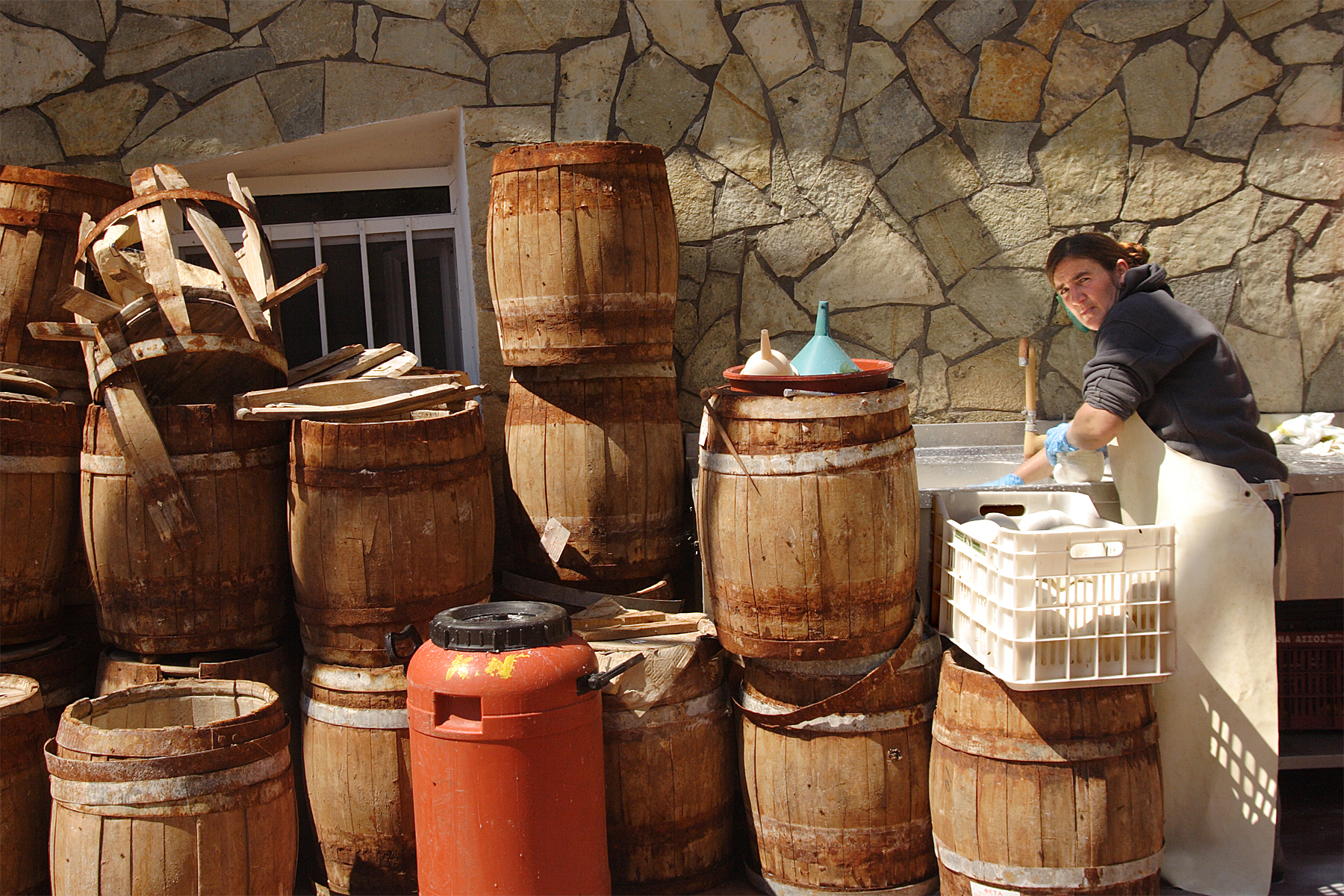
Herstellung gereifter Myzithra in Achaia

Myzithra (sprich: Misíssra, neugriechisch μυζήθρα vermutlich Metathese von mittelgriechisch ζυμήθρα zymithra) oder Anthotyro (griechisch ανθότυρο „Rahmkäse“) ist ein unpasteurisierter Weichkäse mit hohem Fettgehalt, der aus Schafs- und Ziegenmolke unter Zugabe von Milch auf Kreta und in anderen Landesteilen Griechenlands hergestellt wird. Myzithra ist eine der ältesten bekannten Molkekäsesorten. Sehr frisch ist er in Konsistenz und Geschmack dem italienischen Ricotta ähnlich; er ist ebenso weiß und leicht süßlich-sämig. Dem Laib wird üblicherweise die Form eines abgeschnittenen Kegels gegeben.
Lässt man ihn mit Salz eingerieben an der Luft reifen, entsteht ein kräftig schmeckender Käse, der im gereiftesten, härtestem Zustand auch gerieben werden kann. Die Namensgebung ist regional uneinheitlich; im Westen Kretas heißt die reife Variante Myzithra und die frische Form Anthotyro, im Osten ist es umgekehrt. Eine weitere Variante mit saurem Geschmack heißt Xynomyzithra (griechisch Ξυνομυζήθρα); die Bezeichnung Xynomyzithra Kritis ist eine geschützte Ursprungsbezeichnung des auf Kreta hergestellten Xynomyzithra. Die erste Form des Käses als weicher Frischkäse mit süßem Geschmack wird gerne mit Honig als Nachtisch gereicht, oder auch als Mezes mit Oliven und Tomaten.
Vermutlich leitet sich der Name der peloponnesischen Stadt und byzantinischen Burg Mystras von dem kegelförmigen, weißen Käselaib her.
Myzithra wird traditionell als Käse für den Käsekuchen in Griechenland verwendet.